# Стијене (музичка група)
Стијене су хрватска поп рок група, основана 1978. у Сплиту.

## Биографија
Оснивач групе Стијене је Марин Мишо Лимић, једини члан групе који је преживео све промене у групи. 
На музичку сцену се пробијају почетком осамдесетих година са два велика фестивалска хита који се и данас често чују, а то су песме Има један свијет и Све је необично ако те волим.
Већ првим албумом Цементна прашина, показују велику музичку зрелост као и да следе светске рок трендове.
Кроз године постојања у групи су се измениле многе певачице, којима је певање у Стијенама била одскочна даска за веома успешне солистичке каријере. Први вокал, с којим су Стијене и оствариле највеће успехе, била је Зорица Конџа. После ње, вокали у групи су биле: Весна Ивић, Маја Благдан, Зринка Чука, Инес Жижић и Изабела Мартиновић. Свака од певачица је у групу доносила и своју музичку особеност, а музички утицај се кретао од рока на почетку осамдесетих, до поп-рока и попа крајем деведесетих.
Без обзира на разне промене унутар групе, Стијене вођене Марином Мишом Лимићем, остале су препознатљиве и слушане и дан данас. Њихове песме остале су интерпретацијски изазов многим новим певачким звездама. 
Композитор и текстописац већине песама је оснивач групе Марин Мишо Лимић, а најпознатије песме су: Ја сам море, ти си ријека,  Singing that r'n'r, Балканска корида, Још те волим као некада, Знај, волим те...

## Фестивали
- Истина (вокал Зорица Конџа), '81
- Џенис (вокал Зорица Конџа), '82
- Плес на киши (вокал Маја Благдан), награда за интерпретацију, '88

Дора, Опатија:
- Још те волим као некада (вокал Изабела Мартиновић), '98
- Сама међу звијездама (вокал Изабела Мартиновић), 2000

Београдско пролеће:
- Сама (вокал Зорица Конџа), '81
- Образ од гуме (вокал Зорица Конџа), '82

Сплит:
- Ја сам море, ти си ријека (вокал Зорица Конџа), награда за интерпретацију, '81
- Има један свијет (вокал Зорица Конџа), прва награда стручног жирија, '82
- Колунело (вокал Зорица Конџа, вече Устанак и море), '82
- Обична жена (вокал Маја Благдан), '87
- Мој дида (вокал Маја Благдан, вече Устанак и море), '87
- Ја не могу без љубави (вокал Маја Благдан), '88
- Као дјевица (вокал Маја Благдан), '89
- Први пут (вокал Маја Благдан), '90
- Збогом прва љубави (вокал Зринка Чука), награда за интерпретацију, '92
- Мелодије хрватског Јадрана, Сплит - Да л' си дошао с љетом (вокал Зринка Чука), '93
- Мелодије хрватског Јадрана, Сплит - Заплешимо као некада (вокал Зринка Чука),'94
- Пјесма без наслова(вокал Изабела Мартиновић) , '95
- Знај, волим те(вокал Изабела Мартиновић) , '96
- Ћаћа мој (вокал Изабела Мартиновић), прва награда стручног жирија, '98
- Дођи нам, дођи (вокал Изабела Мартиновић), '99
- Љето је, умирем, 2002
- Доме мој, 2023
- Усне од латица, 2024

Загреб:
- Све је необично ако те волим (вокал Зорица Конџа), '80

Задар:
- Маја, '93

Етнофест, Неум:
- Обећање, '97
- Љубав ће ме убити (вокал Изабела Мартиновић), '98

Хрватски радијски фестивал:
- Живот иза поноћи, '98